# 100식 기관단총
100식 기관단총(일본어: 一〇〇式機関短銃 햐쿠시키키칸탄주[*])은 2차 세계대전 당시 일본 제국의 기관단총이다. 삼국동맹 당시, 일본이 독일의 MP18을 수입하면서 그것을 모티브로 삼아 개발하였으며, 대량생산하려 했지만 소총에 총검을 장착해 쓰던 일본군에게는 기관단총은 너무 생소한 무기였다. 그래서 생산량은 1만정을 넘기지 못하고 일부 특수부대에만 지급되었다. 발사속도는 분당 300~350발, 중량은 6 kg. 탄창은 30발 탄창이있다.
그리고 특이한 점은 100식 기관단총에는 양각대도 달수있고 총검도 장착할 수 있다.

## 역사
스위스 SIG사의 MP18(SIG M1920) 을 수입하여 모티브로 남부 기지로에 의해 1939년 설계되었다. 8x22 mm 남부 권총탄을 탄약으로 채택하고, 스텐 기관단총처럼 총열 옆에서 급탄받는 구조로 설계된 최초의 100식은 소염기, 사거리를 조절할 수 있는 가늠자, 양각대, 대검꽂이를 갖추었다. 1942년부터 일본 제국군에 보급되기 시작하였으며, 공수부대에는 낙하시에 걸리적거리지 않게 접이식 개머리판으로 보급되었다. 전쟁이 심화되면서 자원이 고갈되면서 1944년부터 고정된 가늠자와 단순화된 대검꽂이로 설계가 단순화되었다. 그에 따라 발사 속도가 800 발 / 분으로 빨라졌지만, 보급로가 자주 기습당하는 등의 이유로 전선으로의 보급률은 매우 저조했다.

## 제원
- 설계 / 생산: 남부 기지로 / 나고야 조병창 생산회사, 도리이마츠 제작소
- 개발: 1939년
- 생산/사용 기간: 1942년 ~ 1945년
- 구경: 8x22 mm 남부
- 작동 방식: 공냉, 전자동, 오픈볼트, 블로우백
- 강선: 6조 우선(right twist)
- 급탄: 30발들이 곡선형 탄창
- 길이(총열/전장): 228 / 900 mm
- 무게: 4.22 kg (비장전) ~ 6 kg (장전)
- 발사 속도: 450 800 발 / 분
- 총구 속도: 335 미터 / 초
- 유효 사거리: 100 m

## 같이 보기
- 기관단총 목록